# Пьерле
Пьерле (фр. Pierrelaye) — муниципалитет во Франции, в регионе Иль-де-Франс, департамент Валь-д'Уаз. Население — 6 931 человек (1999).
Муниципалитет расположен на расстоянии около 24 км северо-западнее Парижа, 7 км восточнее Сержи.

## Демография
Динамика населения (Cassini и INSEE):